# Кац, Эдуардо
Эдуардо Кац (порт. Eduardo Kac; род. 3 июля 1962, Рио-де-Жанейро) — бразильско-американский современный художник и профессор, чьи произведения охватывают широкий спектр различных художественных практик, включая перформанс, поэзию, голографию, интерактивное, телематическое и трансгенное искусство. Хорошо известен своими работами, которые объединяют политику, эстетику и биотехнологию.

## Биография
Эдуардо Кац родился 3 июля 1962 года в Рио-де-Жанейро, Бразилия. Обучался в Школе коммуникаций Папского католического университета Рио-де-Жанейро, где получил степень бакалавра в 1985 году, а затем в Школе художественного института Чикаго, получив в 1990 году магистерскую степень. В 2003 году получил степень доктора по философии в Уэльском университете, Великобритания.

## Творчество

### 1980-е годы
Между 1980 и 1982 годами Эдуардо Кац состоял в группе, которая занималась исполнением различных перформансов в районе площади Синеландия, в Рио-де-Жанейро. Эти перформансы носили название Movimento de Arte Pornô и были своеобразным ответом на крайне консервативный политический климат Бразилии при существовавшей военной диктатуре.
Начиная с 1983 года Кац создавал голографические поэтические произведения, первым из которых было HOLO/OLHO, названное в честь португальского слова «глаз». За этим последовало ещё 24 голографических стихотворения, включая Quando (1987), которое подобно работе Мёбиуса можно прочитать в двух направлениях.
С 1985 по 1994 год Кац проводил ряд телевизионных представлений, в которых использовались технология телевидения с медленной развёрткой и факс.
В конце 80-х годов Эдуардо Кац начал работу над проектом Ornitorrinco, созданным в сотрудничестве с Эдом Беннетом в Чикаго. Данный проект соединял в себе робототехнику, телекоммуникационные технологии и интерактивность. Был создан робот, которым можно было управлять дистанционно. Зрителям было позволено управлять камерой и движениями робота, влияя на зрителей, находившихся в другом месте.

### 1990-е годы
В 1990-е годы Эдуардо Кац продолжал заниматься телематическим искусством. Так в его произведении «Эссе о человеческом понимании» (1994) использовались 2 сайта в режиме реального времени в целях изучения опыта зрителей. На этих сайтах транслировались завод в Нью-Йорке и канарейка в штате Кентукки. Включение птицы в произведение делает его ранним примером трансгенного искусства, придуманного Кацем.

## Коллекции
Работы Эдуардо Каца включены в постоянные коллекции Института Валенсии, Испания и в Музее Виктории и Альберта, Лондон. Несколько книг художника включены в библиотеку Нью-Йоркского музея современного искусства.

## Награды
В 1998 году получил премию Леонардо за выдающиеся достижения от ISAST. В 1999 году получил премию Inter Communication Center в Токио.
В 2002 году получил награду Creative Capital в дисциплине «Инсталляция, мультимедиа».
В 2008 году получил премию Golden Nica в австрийском институте Ars Electronica за проект «Natural History of the Enigma».